# 張玘 (天順8年進士)
張 玘（ちょう き、1438年 - ?）は、明朝の政治家。字は廷玉。直隷呉県の人。
順天郷試に第五十九名で合格。天順8年（1464年）、甲申の会試に参加し、第九十一名で貢士を獲得。殿試にて第三甲第三十二名で進士となった。曽祖父は張彦真、祖父は張以勗。父は張徳崇。